# Ernst Schilling (Botaniker)
Ernst Carl Magnus Schilling (* 2. April 1889 in Hamburg; † 25. Juli 1963) war ein deutscher Botaniker und Züchtungsforscher. Er war die „prägende Figur der deutschen Bastfaser-Züchtungsforschung im 20. Jahrhundert“. Er war von 1930 bis zu seiner Emeritierung 1957 Direktor zuerst des Kaiser-Wilhelm-Instituts für Bastfaserforschung, später dann des Max-Planck-Instituts für Bastfaserforschung, das ab 1951 zu einem Teil des Max-Planck-Instituts für Züchtungsforschung wurde.

## Leben
Schilling wurde als Sohn eines Reedereidirektors in Hamburg geboren. 1908 absolvierte er die Reifeprüfung in Dortmund. Anschließend studierte er Naturwissenschaften an den Universitäten Freiburg, Leipzig und Münster unter anderem bei Friedrich Tobler (1879–1957). Er promovierte im Jahr 1914 bei Carl Correns in Münster mit einer Arbeit „Ueber hypertrophische und hyperplastische Gewebewucherungen an Sprossachsen, verursacht durch Paraffine“.
Zu Beginn des Ersten Weltkrieges meldete er sich als Kriegsfreiwilliger und nahm am Russlandfeldzug teil. 1916 wurde er aufgrund einer Verwundung als „Kriegsbeschädigter“ entlassen. Zwischen Juli 1916 und Januar 1917 arbeitete er als Assistent am Botanischen Garten der Universität Münster. Im Januar 1917 wurde er jedoch erneut zum Heeresdienst eingezogen, so dass er diese Stelle wieder aufgeben musste. Bis November 1918 war er bei der Truppe. Anschließend war er ab 1919 bis Oktober 1920 Assistent am Institut für Warenkunde der Handelshochschule Mannheim bei Viktor Pöschl.
1920 ging er zum Deutschen Forschungsinstitut für Bastfasern nach Sorau, wo ihn sein ehemaliger Lehrer Friedrich Tobler zum Abteilungsleiter ernannte. Das Forschungsinstitut für Bastfasern wurde bis 1927 vollständig von der Industrie finanziert. Am 1. Oktober 1930 wurde Schilling Direktor des Instituts, das im April 1938 in die Kaiser-Wilhelm-Gesellschaft aufgenommen wurde, und zum Kaiser-Wilhelm-Institut für Bastfaserforschung wurde. Nach dem Zweiten Weltkrieg wurde dieses Institut zunächst in die Max-Planck-Gesellschaft aufgenommen, bis 1951 hieß es Max-Planck-Institut für Bastfaserforschung. Ab dann bis zu seiner Auflösung mit der Emeritierung von Schilling wurde es zu einem Teilinstitut des Max-Planck-Instituts für Züchtungsforschung in Köln.
Schilling „sah sich in der Tradition des prägenden Pflanzenphysiologen und Rohstoffkundlers Julius Wiesner, der mit seinem Buch „Die Rohstoffe des Pflanzenreiches“ (1873) das Standardwerk der Technischen Botanik verfaßt hatte“.
Die Geschichte des KWI für Bastfaserforschung und seine Einbindung in die Rohstoffpolitik des nationalsozialistischen Regimes wurde im Rahmen einer Historiker-Kommission untersucht, die die Geschichte der Kaiser-Wilhelm-Gesellschaft im Nationalsozialismus aufgearbeitet hat, und vom Präsidenten der Max-Planck-Gesellschaft eingesetzt wurde.

## Veröffentlichungen (Auswahl)
- Die Faserstoffe des Pflanzenreiches. 1924.
- IV. Chemische Fragen der Bastfaserforschung, in: Angewandte Chemie, Vol. 47 (1934), Issue 1, Seite 7–11 (Teil einer Serie "Aufgaben der Chemie im neuen Deutschland")